# William D. Mitchell

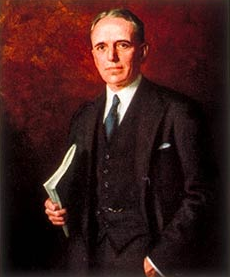
William D. Mitchell

William DeWitt Mitchell (* 9. September 1874 in Winona, Minnesota; † 24. August 1955 in Syosset, New York) war ein US-amerikanischer Jurist, Politiker, Solicitor General und Justizminister.

## Studium, berufliche und militärische Laufbahn
Mitchell, dessen Vater William B. Mitchell Richter am Obersten Gericht von Minnesota war, absolvierte zunächst ab 1891 ein Studium des Elektroingenieurwesens an der Yale University, welches er jedoch nach zwei Jahren aufgab. Anschließend folgte ein Studium der Rechtswissenschaften an der University of Minnesota, das er mit einem Bachelor of Laws (LL.B.) 1896 abschloss. Nach der Zulassung zum Rechtsanwalt eröffnete er eine Anwaltskanzlei in Saint Paul, bevor er 1902 Mitgründer der Gemeinschaftskanzlei How, Taylor & Mitchell war, die bald zu einer der größten Kanzleien des Mittleren Westens wurde. Zugleich war er 1919 Mitglied des Regionalrates der US-Eisenbahnverwaltung.
Während des Spanisch-Amerikanischen Krieges von April bis August 1898 war er Unterleutnant des 15. Freiwilligen Infanterieregiments von Minnesota. Anschließend war er Militärjurist (Judge Advocate) des 2. Armeekorps. Während des Ersten Weltkrieges stieg er dann zum Oberst auf. Als solcher reorganisierte er das 6. Infanterieregiment von Minnesota.
Nach dem Ausscheiden aus dem Justizministerium ließ er sich als Rechtsanwalt in New York City nieder.

## Solicitor General und Justizminister
Am 4. Juni 1925 ernannte ihn Präsident Calvin Coolidge zum Solicitor General. Er war somit der Beamte des Justizministeriums, der die Bundesregierung vor dem Obersten Gerichtshof vertritt, wenn sie Partei in einem Rechtsstreit ist. Nach dem Justizminister und dessen Stellvertreter (Deputy Attorney General) bekleidete er damit den dritten Rang in der Hierarchie des Justizministeriums.
Vier Jahre später berief ihn Coolidges Nachfolger als Präsident, Herbert Hoover, am 4. März 1929 zu seinem Justizminister. Dieses Amt bekleidete er bis zum Ende der Präsidentschaft Hoovers am 4. März 1933.
Während dieser Amtszeit traf der United States Supreme Court am 27. Mai 1929 die Entscheidung, dass das sogenannte Pocket Veto verfassungsgemäß ist. 1931 wurde Mitchell in die American Academy of Arts and Sciences gewählt.
Später war er 1938 Vorsitzender eines Komitees zur Überarbeitung des Gesetzes für Zivilprozessverfahren sowie Chefrechtsberater des Gemeinsamen Ausschusses des Kongresses zur Untersuchung des japanischen Luftangriffs auf Pearl Harbor am 7. Dezember 1941.